# Marjorie
Cet article possède un paronyme, voir Margerie.
Cette page présente le prénom Marjorie ainsi que ses variantes.
Marjorie est un prénom féminin.

## Étymologie et fête
- Variante de Margaret (Marguerite).
- Dates de fête : le 16 novembre et le 20 juillet.

## Personnalités prénommées Marjorie
- Pour l'ensemble des articles sur les personnes portant ce prénom, consulter :
  - la liste des articles dont le titre commence par ce prénom
  - les listes produites par Wikidata : Liste des personnes de prénom « Marjorie » — même liste en incluant les éventuels prénoms composés qui contiennent « Marjorie ».

## Culture et société
- Marjorie est un film américain réalisé par Martin Ritt, sorti en 1983 ;
- Marjorie est une série télévisée française de Ivan Calbérac diffusée en 2014 et 2016.
- (4064) Marjorie, est un astéroïde.